# Раннаметса
Ра́ннаметса (эст. Rannametsa) — деревня в волости Хяэдемеэсте уезда Пярнумаа, Эстония.

## География и описание
Расположена на берегу Пярнуского залива, в долине реки Раннаметса, в 5 км к северу от волостного центра — посёлка Хяэдемеэсте, и в 28 км к югу от уездного центра — города Пярну. Высота над уровнем моря — 3 метра.

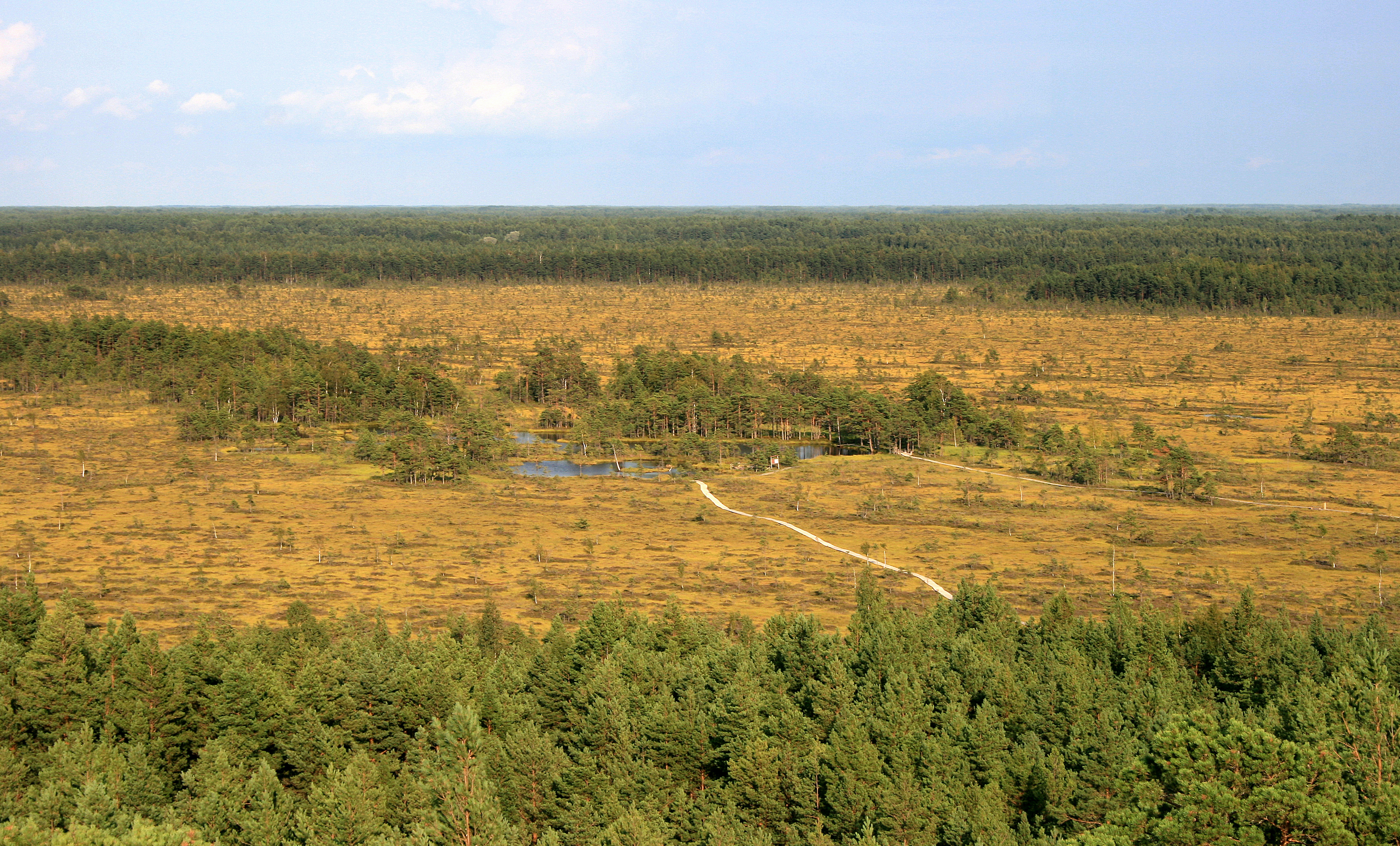
Болото Толкузе в деревне Раннаметса

Является летним курортом. Территория деревни входит в состав природного заповедника Луйтемаа.
Дюны Раннаметса являются популярным местом для походов. Здесь оборудована эколого-познавательная тропа, ведущая от деревни к болоту Толкузе. На гребне самой высокой в Эстонии дюны Торнимяэ, возле которой проходит тропа, находится смотровая вышка высотой 18 метров; с неё открываются виды на болото Толкузе и Пярнуский залив.
Через деревню проходит шоссе Таллин—Пярну—Икла.
Климат умеренный. Официальный язык — эстонский. Почтовый индекс — 86016.

## Население
По данным переписи населения 2021 года, в Раннаметса насчитывалось 129  жителей, из них 126 (97,7 %) — эстонцы.
По данным переписи населения 2011 года в деревне проживали 128 человек, все — эстонцы.
Численность населения деревни Раннаметса по данным переписей населения:
| Год  | 1959 | 1970 | 1979  | 1989  | 2000  | 2011  | 2021  |
| ---- | ---- | ---- | ----- | ----- | ----- | ----- | ----- |
| Чел. | 49   | ↘ 29 | ↗ 145 | ↘ 127 | ↘ 121 | ↗ 128 | ↗ 129 |

## История
Деревня основана во второй половине XIX века, когда безземельные крестьяне Тахкуранна получили от государства небольшие участки земли.

Памятный камень советским воинам в Раннаметса, 1950-е годы

В 1977 году, в период кампании по укрупнению деревень, с Раннаметса были объединены деревни Кягисте (эст. Kägiste) и Муху (эст. Muhu, до 1939 года — Пийруми II (эст. Piirumi II).
В советское время на территории деревни был установлен памятный камень с надписью «7 июля 1941 года здесь, в горах произошло первое сражение между частями немецко-фашистской армии и пярнуским истребительным батальоном. Вечная слава героям, павшим за свободу Родины!» (объект культурного наследия ). Памятник посвящён  бою между пярнуским советским истребительным батальоном и частями немецко-фашистской армии в первые месяцы Второй мировой войны. В протоколе от 30 ноября 2022 года рабочая группа по советским памятникам при Госканцелярии Эстонии признала памятник «нейтральным монументом», т. е. не подлежащим удалению из общественного пространства или замене, т. к. плита с надписью была убрана неизвестными задолго до публикации протокола РГСП (см. Список советских военных памятников Эстонии).

## Происхождение топонима
Название деревни состоит из двух эстонских слов: rand ~ ranna («берег», «пляж») и mets ~ metsa («лес»).

## Комментарии
1. ↑  Эстонские топонимы, оканчивающиеся на -а, не склоняются и не имеют женского рода (исключение — Нарва)[9].